# Lipkovo
Lipkovo (in macedone Липково?) è un comune nella parte settentrionale della Macedonia del Nord. Lipkovo è il villaggio capoluogo municipale.
Il comune confina ad ovest con Čučer-Sandevo, a sud-ovest con la Città di Skopje, a sud con Aračinovo e ad est con Kumanovo.

## Società

### Evoluzione demografica
Dal punto di vista etnico gli abitanti sono così divisi:
- Albanesi = 26.360
- Serbi = 370
- Macedoni = 169

## Località
Il comune è formato dall'insieme delle seguenti località:
- Alaševce (Алашевце)
- Belanovce (Белановце)
- Vaksince (Ваксинце)
- Vištica (Виштица)
- Glažnja (Глажња)
- Gošince (Гошинце)
- Dumanovce (Думановце)
- Zlokukjane (Злокуќане)
- Izvor (Извор)
- Lipkovo (Липково) (sede comunale)
- Lojane(Лојане)
- Matejče (Матејче)
- Nikuštak (Никуштак)
- Opae (Опае)
- Orizari (Оризари)
- Otlja (Отља)
- R'nkovce (Р'нковце)
- Ropalce (Ропалце)
- Runica (Руница)
- Slupčane (Слупчане)
- Straža (Стража)
- Strima (Стрима)